# Patrinia heterophylla
Patrinia heterophylla är en kaprifolväxtart som beskrevs av Alexander von Bunge. Patrinia heterophylla ingår i släktet Patrinia och familjen kaprifolväxter. Inga underarter finns listade i Catalogue of Life.

## Bilder

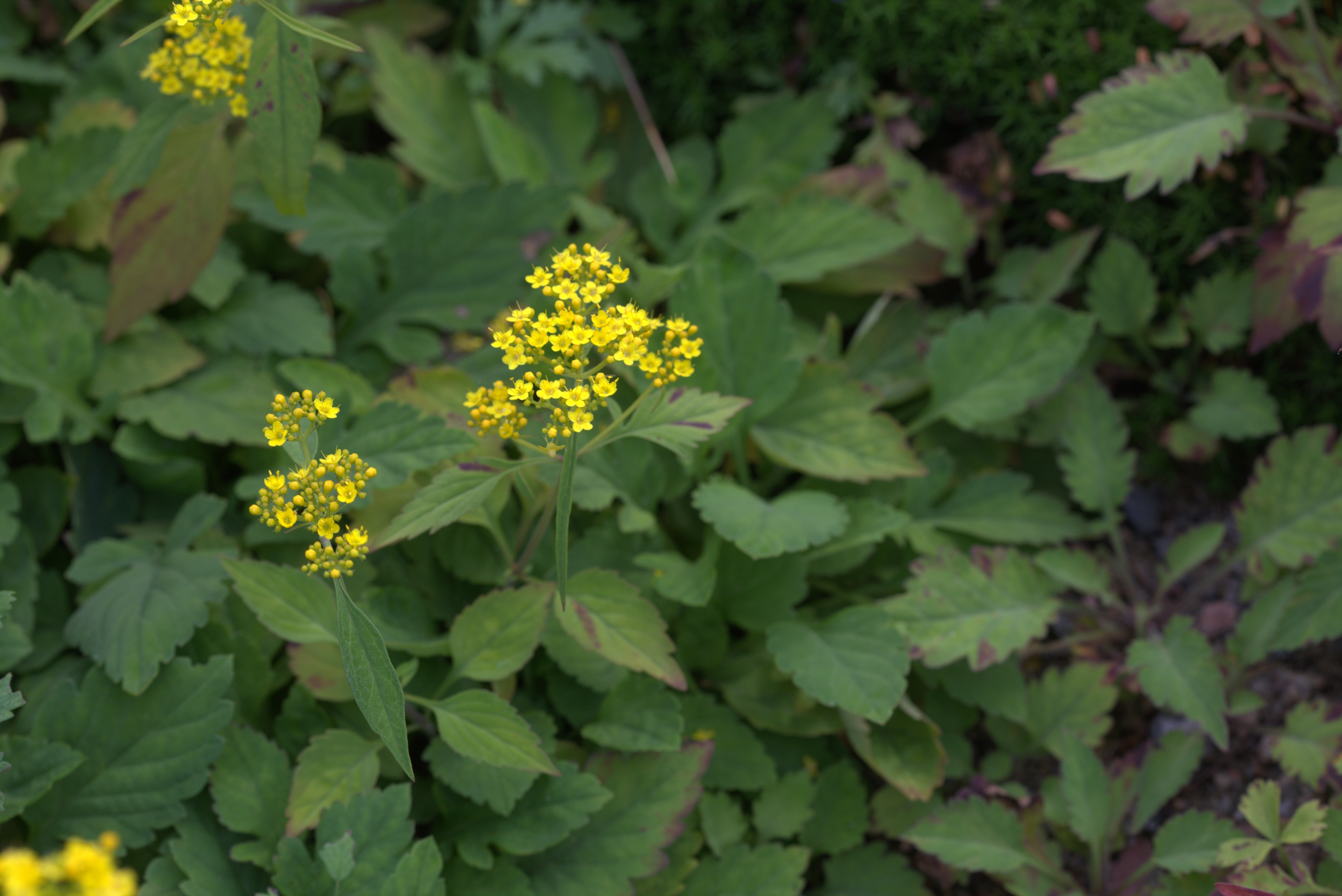
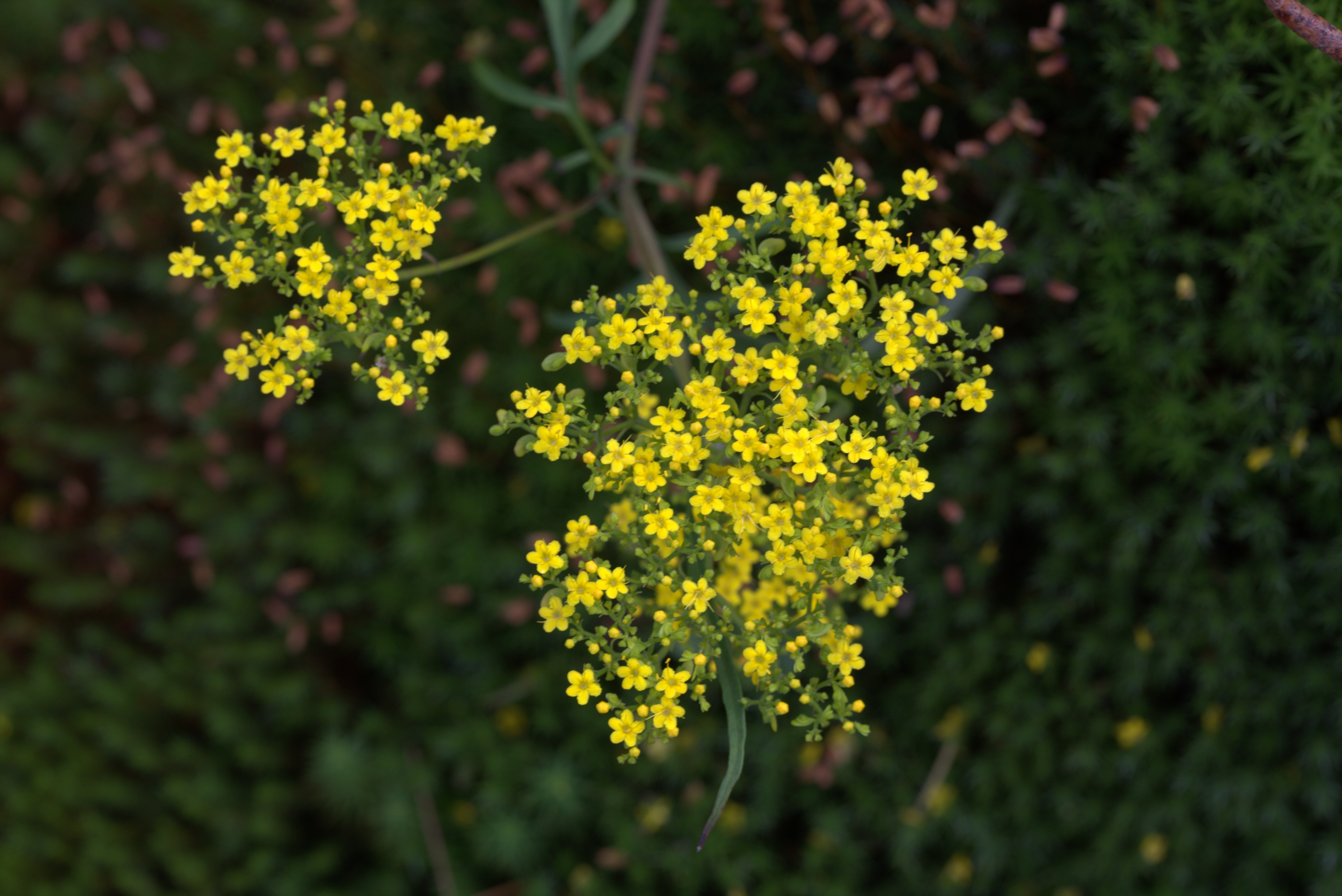
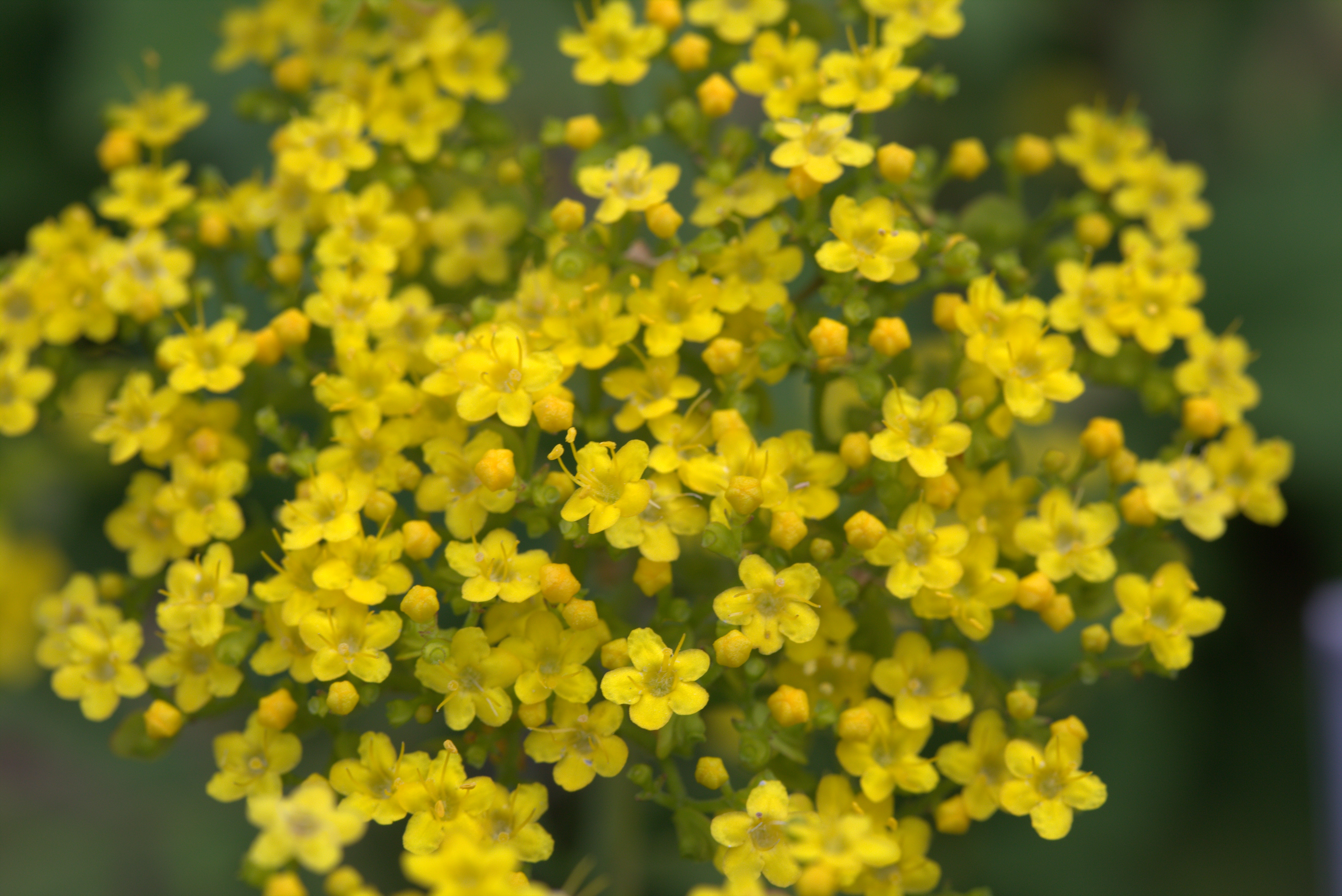